# Stazione di Abbey Wood
La stazione di Abbey Wood è una stazione ferroviaria ubicata nel quartiere di Abbey Wood, al confine tra borgo reale di Greenwich e il borgo di Bexley.
La stazione sorge lungo la ferrovia Lewisham-Rochester ed è il capolinea del Crossrail.

## Storia

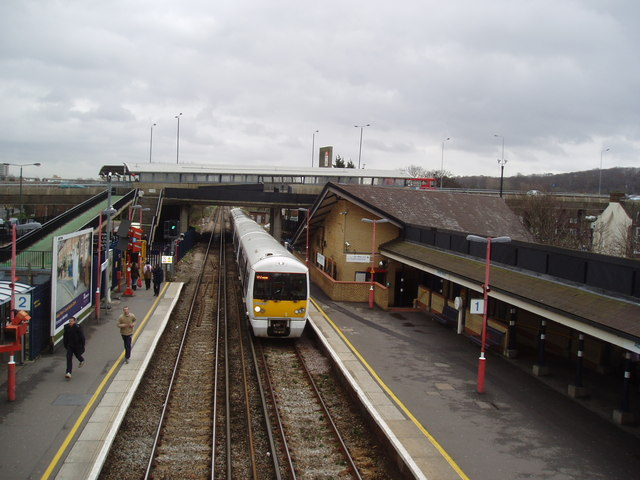
I binari della stazione, guardando verso est.

La stazione è stata aperta il 30 luglio 1849 dalla South Eastern Railway, che ne ha gestito i servizi prima di passarli, nel 1889, alla South Eastern and Chatham Railway, società confluita, nel 1923, nella Southern Railway. Con la nazionalizzazione del 1948, la linea è passata di proprietà della Regione Meridionale delle British Railways. Quando BR è stata divisa in settori negli anni Ottanta, la stazione ha iniziato a essere servita da Network SouthEast, fino alla privatizzazione di British Rail degli anni Novanta.
Durante gli anni Sessanta del XIX secolo, William Morris era solito utilizzare un vagone decorato per viaggiare tra questa stazione e la sua residenza presso la Red House di Bexleyheath, occasionalmente con i suoi eccentrici e artistici ospiti.
La biglietteria di Abbey Wood è stata una delle prime equipaggiata con il sistema APTIS (Accountancy and Passenger Ticket Issuing System) dal novembre del 1986, divenendo pertanto una delle prime stazioni a dotarsi del sistema di bigliettazione che è stato esteso successivamente in tutte le biglietterie del Regno Unito.
La stazione di Abbey Wood è stata ricostruita due volte nel corso degli ultimi cinquant'anni per riuscire ad affrontare la natura mutevole dell'area. La stazione, inoltre, sarebbe dovuta essere servita secondo i progetti dal Greenwich Waterfront Transit, che però è stato cancellato dal Sindaco di Londra, Boris Johnson, a causa di mancanza di fondi.
Dal 24 maggio 2022 la stazione è diventata un nodo di scambio con la nuova stazione capolinea della linea Elizabeth line.

## Movimento
L'impianto è servito dai treni in servizio sulla Elizabeth Line, gestiti da Transport for London, nonché dai treni regionali della rete di Thameslink, operati dalla società Govia Thameslink Railway.

Servono Abbey Wood, infine, anche servizi ferroviari suburbani operati da Southeastern.

## Interscambi
Nelle vicinanze della stazione effettuano fermata alcune linee automobilistiche urbane, gestite da London Buses.
- Fermata autobus